# Йодинол
Йодинол або ж синій йод — лікарський препарат, що являє собою розчин суміші сполуки йоду з полівініловим спиртом та йодиду калію. Рідина темно-синього кольору з характерним запахом йоду ; піниться при збовтуванні. Розкладається під впливом лугу. Антисептик зовнішнього застосування. Застосовують у вигляді 1% водяного розчину, (1 % йоду, 0,3% калію йодиду й 0,9% полівінілового спирту)